# Seeb
Seeb (oftest kaldt SeeB) er en norsk producer-gruppe bestående af de tre medlemmer Simen Eriksrud, Espen Berg and Nickas Strandbråten. Duoens navn stammer fra de første bogstaver på for- og efternavnene på medlemmerne.
SeeB fik for alvor deres gennembrud i Danmark, Storbritannien, Norge og Sverige med deres remix af Mike Posners "I Took A Pill in Ibiza" i 2015. Sangen toppede med en 4. plads på den danske hitliste. Pr. februar 2017 har sangen over 789 millioner streams på Spotify.
SeeB har også remixet for Coldplay, hvor deres remix af "Hymn For The Weekend" har mere end 310 millioner streams på Spotify. I eget navn har SeeB blot udgivet to singler, men har til trods for dette over 110 millioner streams på Spotify på eget musik.

## Diskografi

### Singler
| År   | Titel                                  | Højeste placering | Certificering |
| År   | Titel                                  | Danmark           | Certificering |
| ---- | -------------------------------------- | ----------------- | ------------- |
| 2016 | "Breathe" (feat. Neev)                 | —                 |               |
| 2016 | "What Do You Love" (feat. Jacob Banks) | —                 |               |
| 2017 | "Under Your Skin" (feat. R. City)      |                   |               |